# Ubi primum (Pie IX)
Pour les articles homonymes, voir Ubi primum.
Ubi primum (« Dès le premier moment ») est une lettre encyclique du Pape Pie IX (2 février 1849) adressée aux évêques de l’Église catholique universelle, demandant leur avis sur l’opportunité qu’il y aurait à définir dogmatiquement le mystère de l'Immaculée Conception de la Vierge Marie. La réponse des évêques fut très largement positive ce qui conduira à la définition solennelle du dogme de l’Immaculée conception' en 1854.

## Historique
La croyance en l’Immaculée Conception est pressentie de longue date. À la fin du IIe siècle, Saint Irénée, Père de l'Église, saluait Marie, Mère de Dieu, du titre ‘Nouvelle Ève’, celle qui inaugure en quelque sorte une nouvelle race humaine. Au XVe siècle, dans sa prière liturgique, l’Église propose déjà : « Dieu a préparé à son Fils une demeure digne de lui par la conception immaculée de la Vierge ».
Au XIXe siècle, la vénération pour la Vierge Immaculée s’est amplifiée dans plusieurs pays, notamment en France et aux États-Unis, où l’ensemble des évêques catholiques demanda au Pape Pie IX en 1846 de déclarer la Vierge Immaculée ‘Patronne des États-Unis d'Amérique'. 
Les demandes pour la définition du dogme de l’Immaculée Conception se faisant insistantes, Pie IX crée une commission de théologiens, et une autre de cardinaux, pour examiner ce qu’il convient de faire. La troisième initiative est cette encyclique Ubi primum du 2 février 1849, par laquelle le pape demande leur opinion aux évêques catholiques du monde entier sur l’opportunité de définir dogmatiquement le mystère de l’immaculée conception  de la Vierge Marie. 

## Réponse à la lettre encyclique
La réponse à Ubi primum étant très largement favorable à une définition dogmatique Pie IX va de l’avant. En 1854, par la bulle Ineffabilis Deus, il est défini que Marie fut préservée de tout péché (y compris originel) « par une grâce venant déjà de la mort de son Fils ».
La procédure suivie par Pie IX fut adoptée par Pie XII. Par l’encyclique Deiparae Virginis Mariae de 1946, il s'enquit auprès des évêques sur l’opportunité de définir dogmatiquement le mystère de l’Assomption de la Vierge Marie. Le dogme fut défini et promulgué le 1er novembre 1950.